# Miguel Ángel de Quevedo

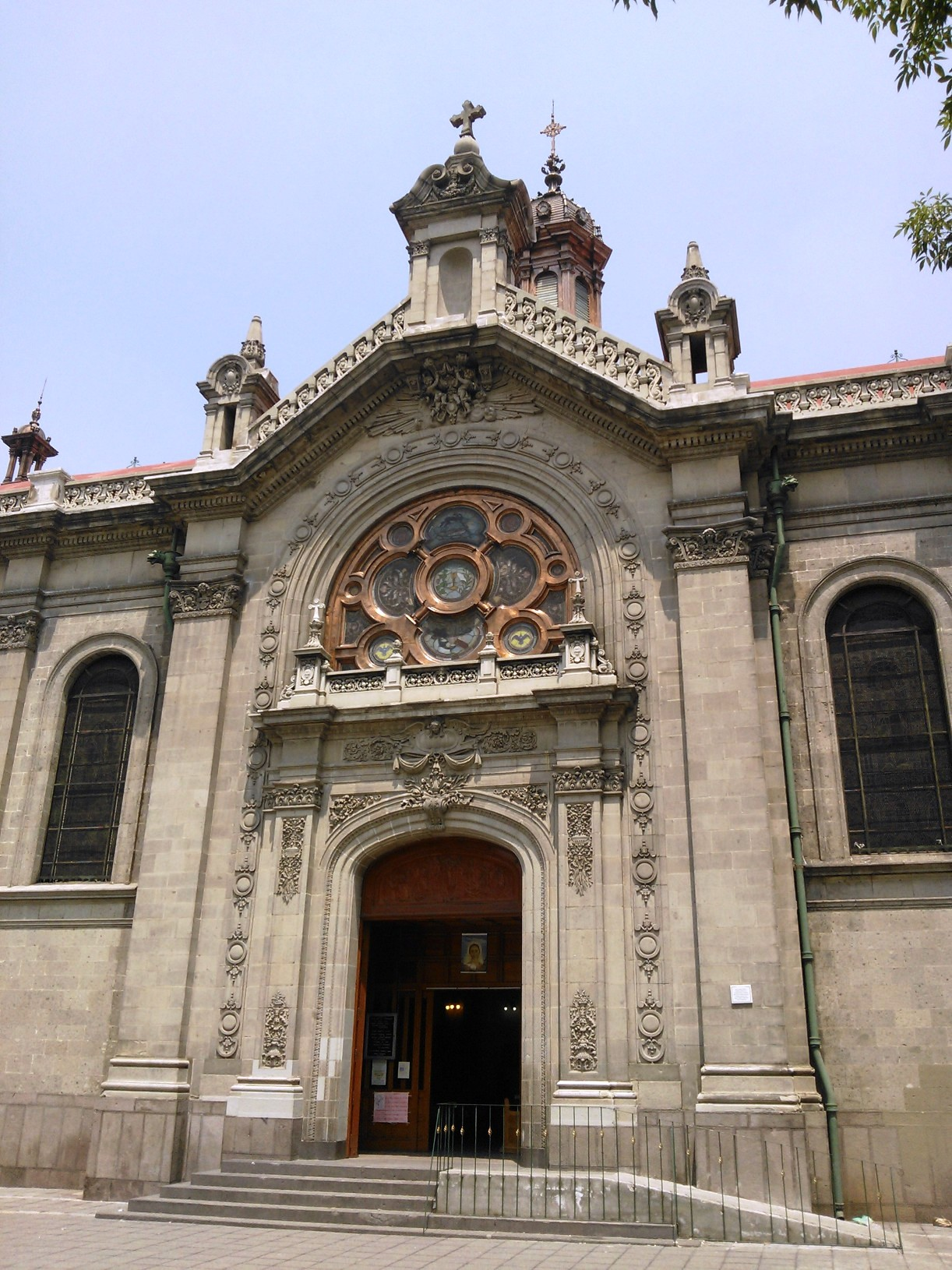
Iglesia del Buen Tono

Miguel Ángel de Quevedo y Zubieta (Guadalajara, Jalisco, 27 de septiembre de 1862 - Ciudad de México, 15 de julio de 1946) fue un ingeniero e investigador mexicano que dedicó gran parte de su vida al estudio y cuidado de la flora.  Es a veces llamado el «Apóstol del árbol». Fue hermano de Salvador Quevedo y Zubieta y del ingeniero Manuel G. de Quevedo y Zubieta.

## Semblanza biográfica
Recibió el diploma de bachiller en ciencias de la Universidad de Burdeos, en Francia, y se graduó como ingeniero civil, con especialización en ingeniería hidráulica, en 1887, por la Escuela Politécnica de París.

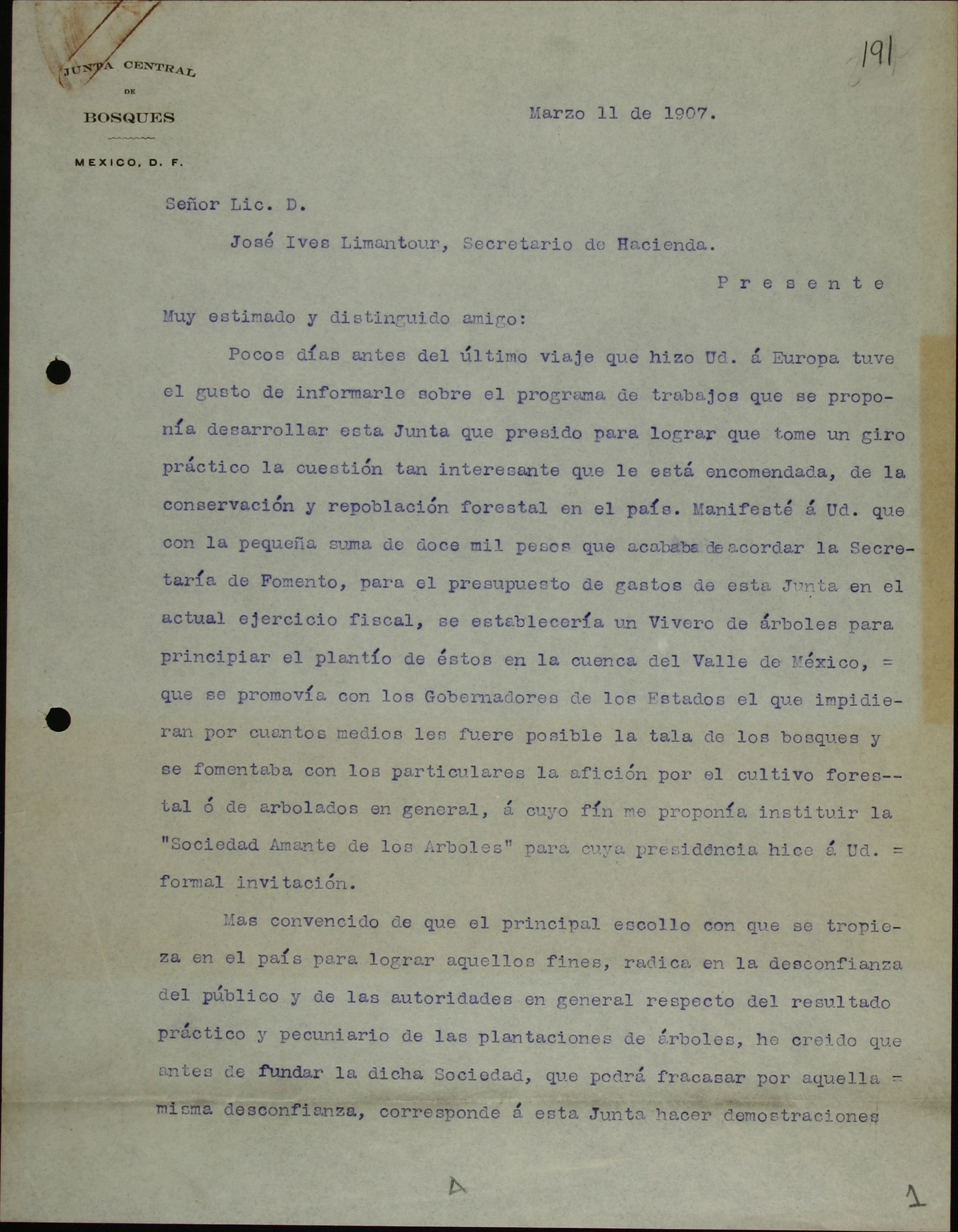
Proyecto enviado a Limantour de creación de un vivero en el municipio de Coyoacán en el sitio de Panzacola

A inicios del siglo XX, Quevedo trabajó en el Departamento Forestal de la Secretaría de Agricultura (del cual fue jefe varias veces).  En esa oficina, trabajó en un programa de parques para el área urbana de la Ciudad de México, que en una década incrementó en 800% el área dedicada a parques en la ciudad.  En 1907, Quevedo fue pieza clave en conseguir apoyo del gobierno de Porfirio Díaz para expandir y cuidar los Viveros de Coyoacán en terrenos que él mismo donó, la pieza central de un sistema de viveros que producía 2,4 millones de árboles.
Durante el gobierno de Francisco I. Madero creó una reserva forestal en Quintana Roo, pero sus proyectos se vieron interrumpidos tras el golpe de Estado de Victoriano Huerta el cual lo obligó a exiliarse del país entre 1914 y 1917.
Durante el gobierno de Venustiano Carranza regresó y trabajó para lograr que el Desierto de los Leones fuese nombrado el primer parque nacional de México.
Fundó la Sociedad Forestal Mexicana en 1922.  Uno de los propósitos de la nueva sociedad fue conseguir la implantación de una enérgica ley forestal en México; objetivo alcanzado en 1926, cuando Plutarco Elías Calles promulgó la ley respectiva, y su reglamento al año siguiente.  Esta ley fue el arquetipo para todas las subsecuentes leyes forestales en el país.
El ingeniero Quevedo construyó varias edificaciones notables, destacando la gran calidad de los acabados y las diversas soluciones que implementó en ellas. Fue el constructor preferido del empresario Ernesto Pugibet para realizar los edificios de la Cigarrera del Buen Tono, destacando el Conjunto Mascota, un edificio de departamentos al estilo parisino, que fue concebido para albergar a parte de los trabajadores de la cigarrera; sus departamentos fueron considerados los mejores de su tiempo por su amplitud y funcionalidad.
Murió en la Ciudad de México, el 15 de julio de 1946. Una avenida y una estación del Metro de la Ciudad de México, en la Delegación Coyoacán, llevan su nombre; así mismo en su natal Guadalajara existe una calle que lleva su nombre frente a un predio que era de su propiedad y que donó para uso de vivero, actualmente se ubica en el lugar la 'Plaza de la Amistad' y un par de edificios de uso gubernamental.

## Sociedad Forestal Mexicana
El 1 de enero de 1923 Miguel Ángel de Quevedo encabeza la fundación formal de la Sociedad Forestal Mexicana.

Si la Patria se constituye de dos componentes, a saber, el territorio nacional y sus hijos, moradores gobernados bajo un plan o constitución política más o menos sabia, sería estéril que ésta y la cultura desorientada llevaran al grupo humano a un elevado grado intelectual o artístico, si el elemento territorio se convierte en ingrato e inhabitable, en miserable y penoso de vivir, como acontece con todo territorio desnudo de vegetación o desértico, en que la vida humana y aún la simple vida animal se hacen imposibles. ... Estas reflexiones nos llevan a constituir la Sociedad Forestal Mexicana
México Forestal, Organismo de la Sociedad Forestal Mexicana C. L. Tomo 1, No. 1, Enero 1 de 1923.

## Obras destacadas

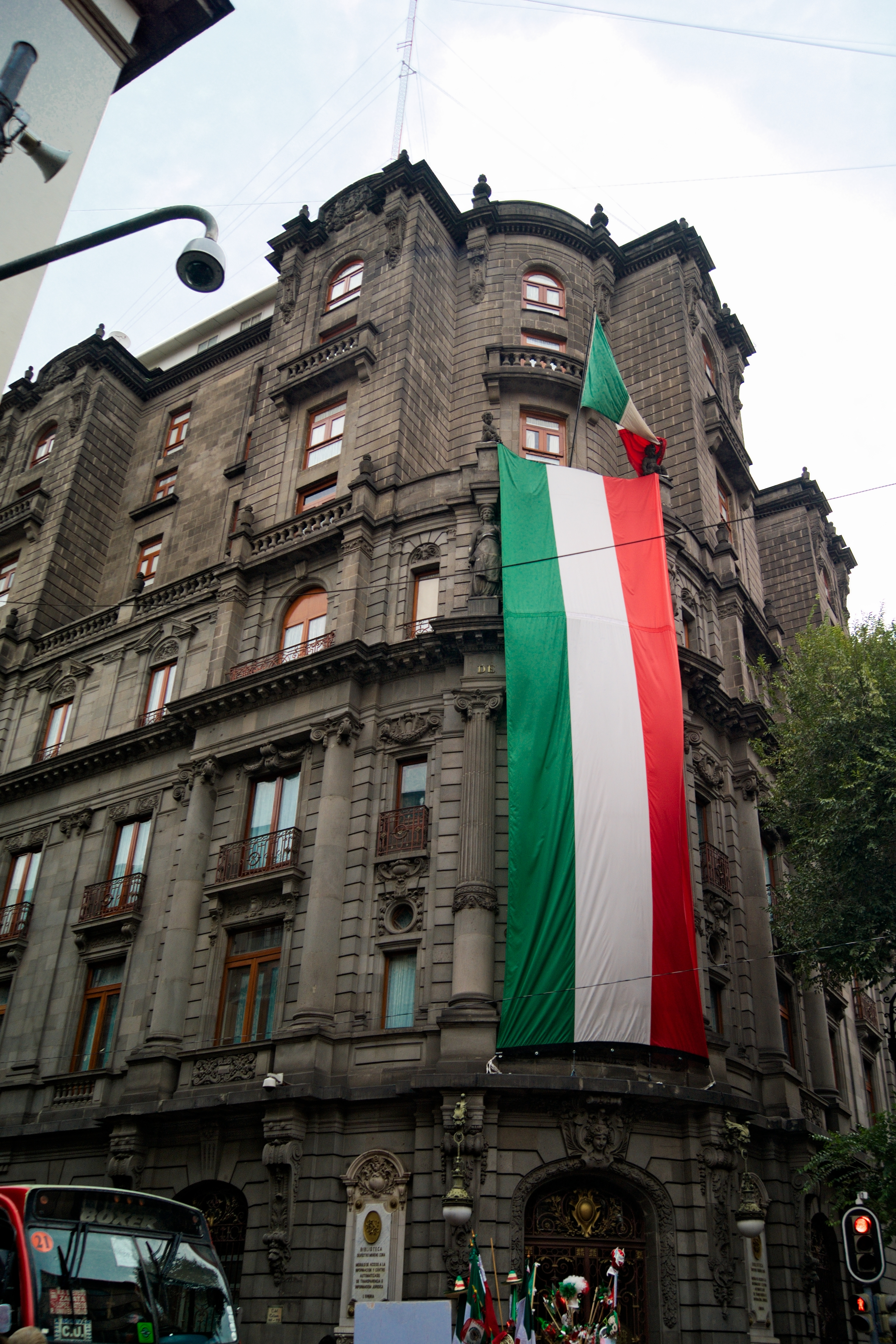
Fachada del Banco de Londres y México

- Edificio del Banco de Londres y México (Antigua Suprema Corte)
- Iglesia del Buen Tono
- Conjunto Mascota
- Edificio Fábricas Universales
- Edificios de la Cigarrera del Buen Tono en la plaza de San Juan
- Instituto María Isabel Dondé (ahora universidad de Londres) Dr Vértiz #153